# Alexandre Sallès
Alexandre Théophile Sallès (Vincennes, 6 de setembro de 1879 — Nouzilly, 1 de dezembro de 1956), foi um aviador francês que se distinguiu em Portugal até 1914. Fez parte de vários esquadrões durante a Primeira Guerra Mundial.

## Biografia

### Da marceneiro à licença de piloto
Alexandre Sallès nasce em Vincennes em 6 de setembro de 1879, filho de Louis Alexandre Sallès, marceneiro, e Marie Aimée Prévost, modista. Começa como marceneiro em Lille, depois em Paris. Sua profissão e sua paixão pela aviação fizeram com que se interessasse pela manufatura aeronáutica.
Alexandre obtém a 1029a licença de piloto-aviador emitida pelo Aeroclube da França em 6 de setembro de 1912, dia do seu aniversário, a bordo de um Blériot.
Em seguida, declara falência de sua oficina de marcenaria e dedica-se à aviação. Ele é membro da associação amigável das "Vieilles Tiges" que reúne pilotos do pré-guerra (obteve a sua licença de piloto-aviador antes de 2 de agosto de 1914),.

### Carreira de aviador civil

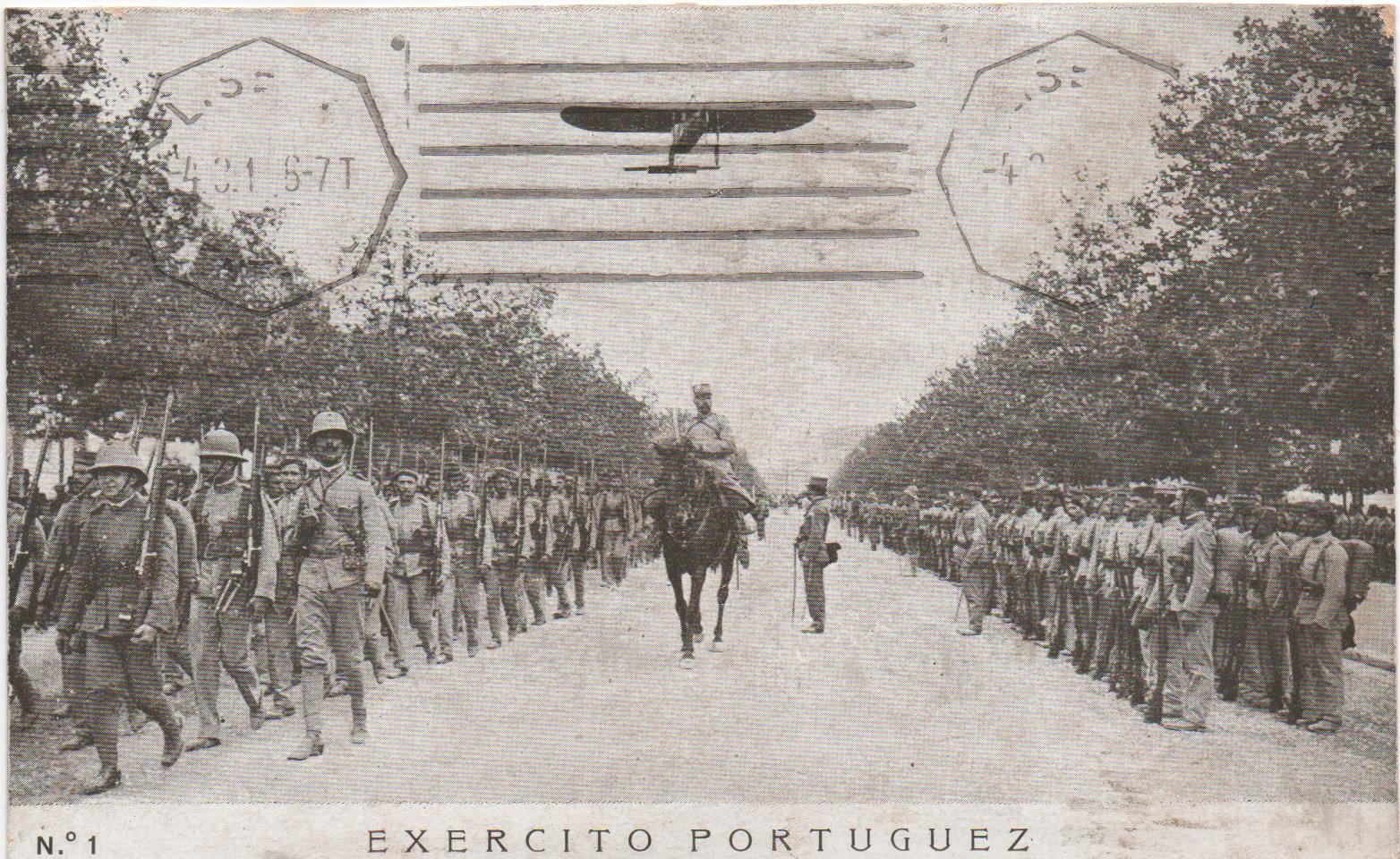
Um Deperdussin sobrevoando os festivais de Lisboa

Alexandre Sallès participa em várias reuniões em França no final de 1912, nomeadamente em Valenciennes. Com mais probabilidades em financiar os seus aviões no estrangeiro, muda-se para Portugal, um país temido pelos aviadores da época pelos seus fortes ventos e trovoadas.
Sobrevoa várias cidades portuguesas e é o primeiro a aterrar em Amadora a bordo do seu monoplano Blériot XI, movido por um motor Gnome e Rhône de 50 cavalos. Em sinal de afecto à cidade, batiza o seu avião de "Amadora" e participa em inúmeras reuniões a bordo,,. Desde 1984 a hélice do avião de Sallès faz parte do brasão da Amadora.
Reconhecido pelo Ministério da Guerra português, é nomeado para realizar treze voos a bordo de um Deperdussin durante as festas da cidade de Lisboa em junho de 1913. Posteriormente, participa no projeto de criação do Centro Nacional de Aviação em Cabeção com aviador Luiz de Noronha. Alexandre teve que trabalhar lá como instrutor-piloto, mas o projeto foi interrompido pela Primeira Guerra Mundial.

### Primeira Guerra Mundial
Foi convocado em França durante a mobilização geral de 1 de agosto de 1914 e transferido para o esquadrão BL9 no qual realizou voos de observação, em dezembro de 1914, a bordo de um Blériot XI. Depois, foi destacado para a Escola de Aviação Militar em Chartres no início de 1915 para aprender a pilotar o Farman MF.11. Paralelamente, é correspondente de guerra de jornais portugueses.
O Cabo Sallès junta-se ao esquadrão MF 52 e depois ao esquadrão de bombardeio Belfort (MF 29), com o qual realiza vários voos de proteção de bombardeiros sob o comando do Capitão Happe, um ás do bombardeio chamado de "o diablo vermelho". Em 20 de julho, já Sargento, realizou sua primeira missão operacional de bombardeio, como escolta, para evitar que comboios desembarcassem tropas na estação de Colmar durante o ataque da divisão a Münster,.
Em agosto de 1915, adoece e é enviado para o hospital com o objectivo de retomar o seu cargo. Após a sua convalescença, o exército coloca-o à disposição dos Ateliers de Monge em Étampes. Continuou a trabalhar como chefe de oficina e piloto de teste em várias oficinas.

## Galeria

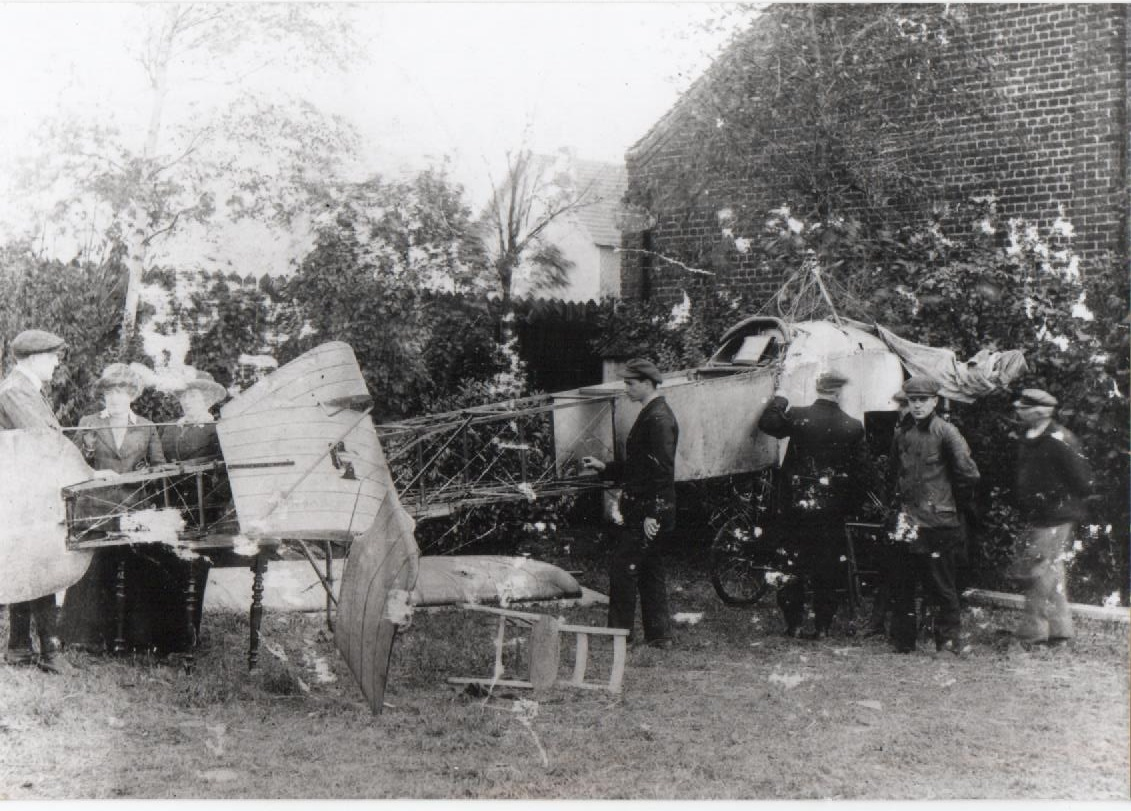
Blériot de Alexandre Sallès, acidentado em Valenciennes
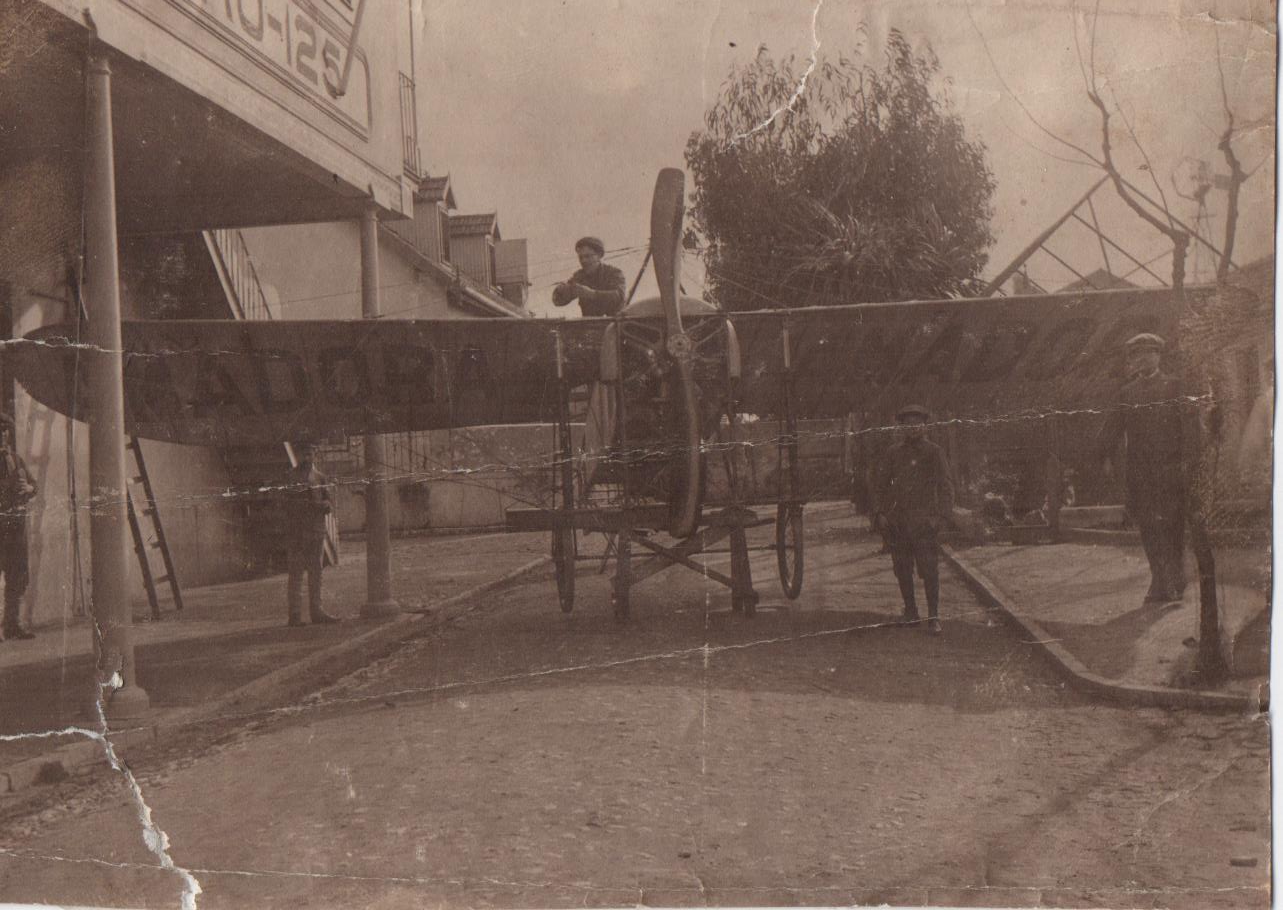
Amadora : O Blériot de Alexandre Sallès
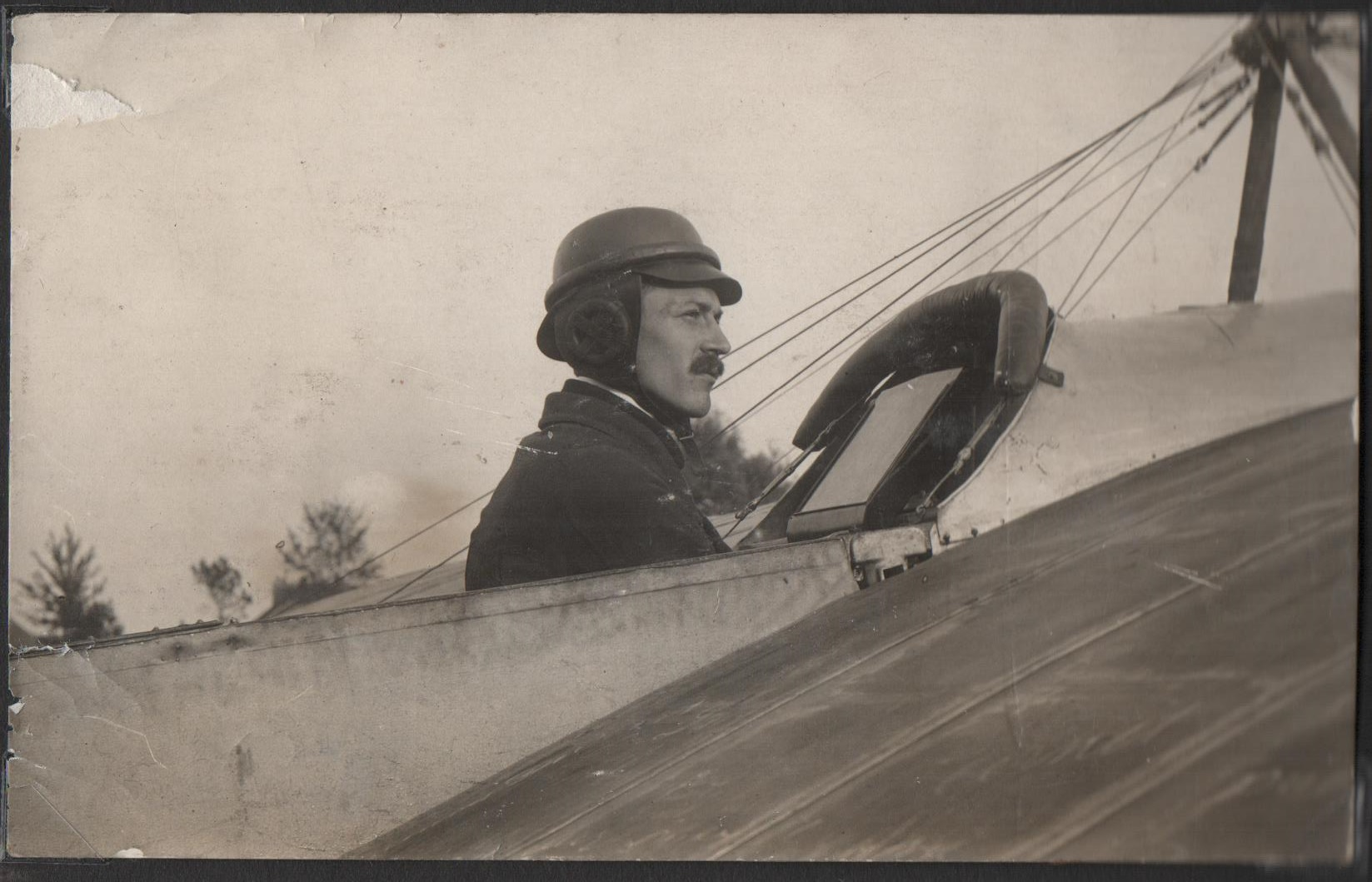
Alexandre Sallès ao comando de seu avião
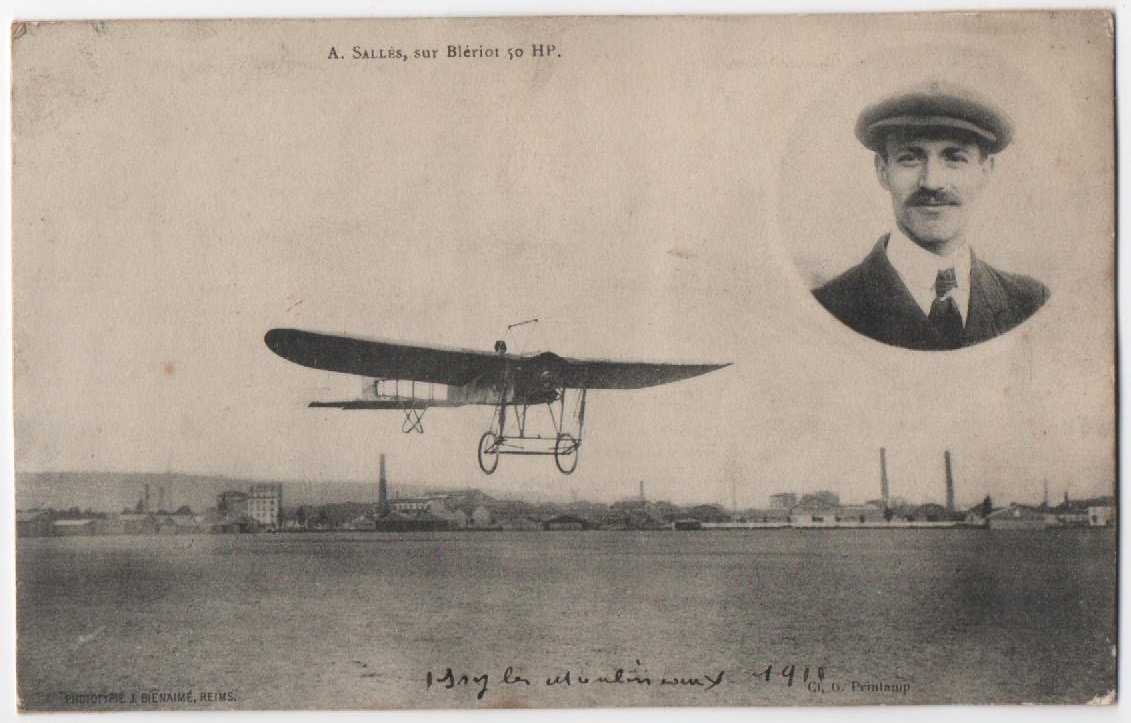
Alexandre Sallès em voo
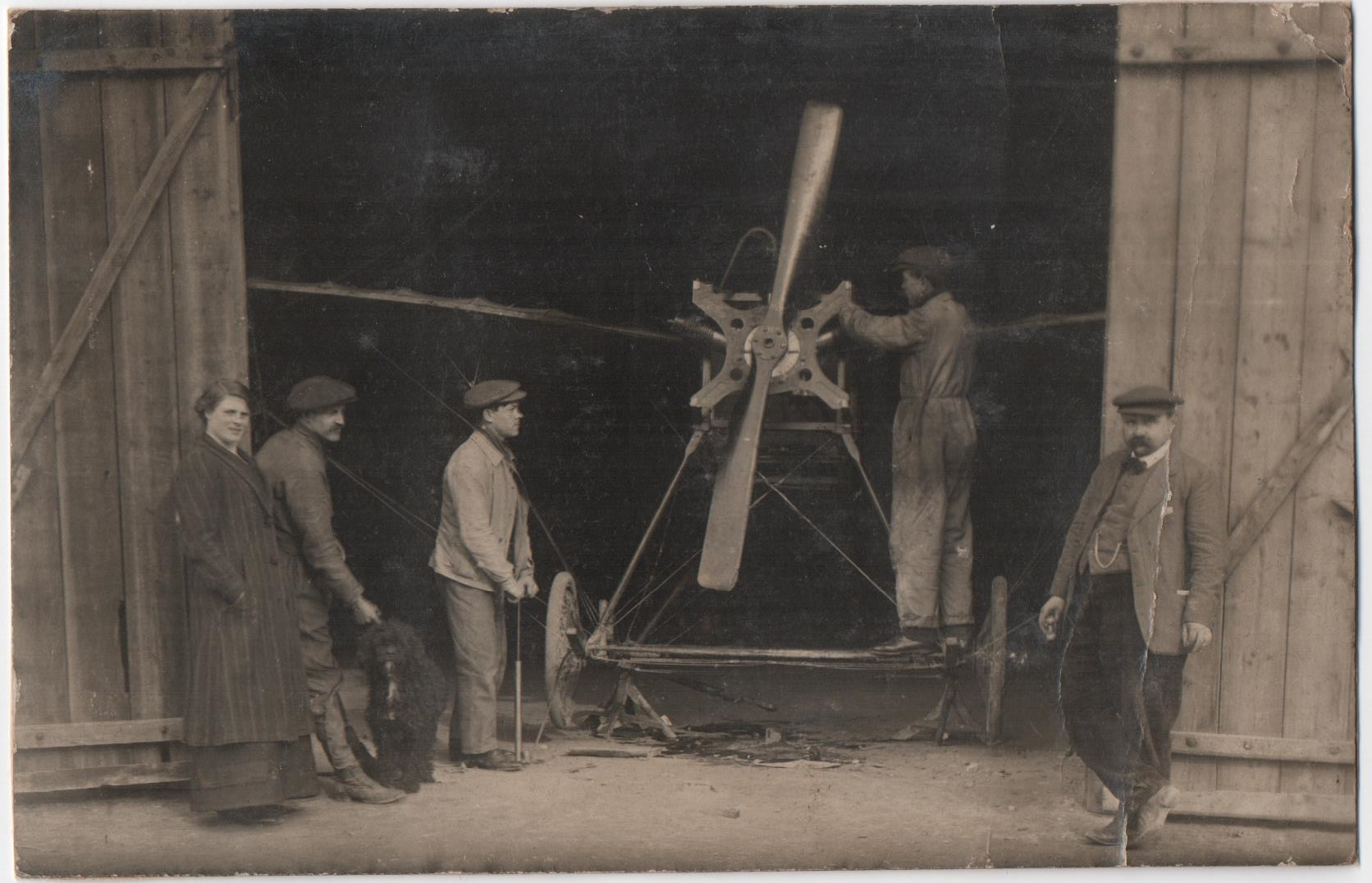
Alexandre Sallès (à esquerda) em frente a um hangar de aviões
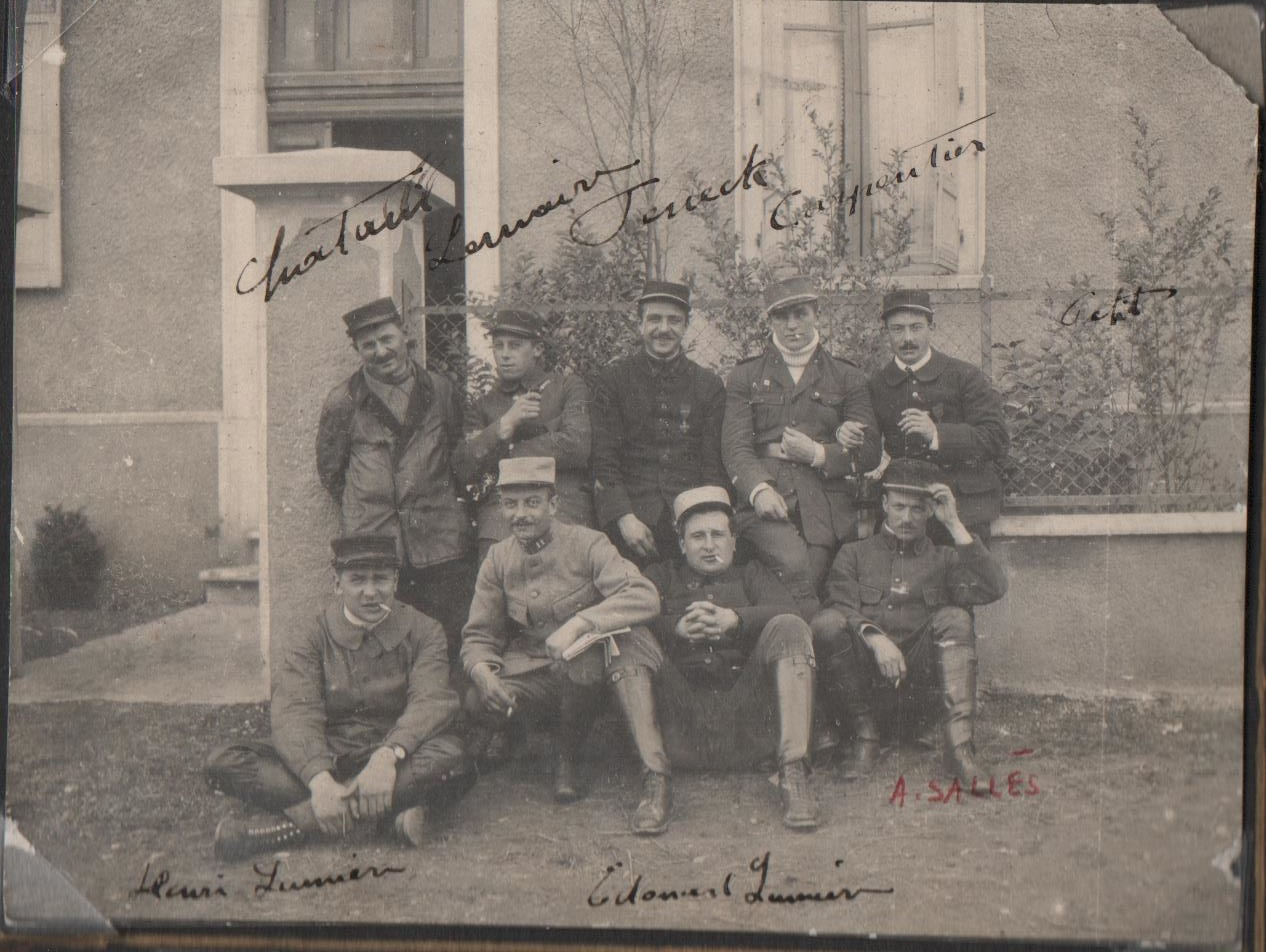
Alexandre Sallès com Édouard e Henri Lumière e Georges Carpentier